# Panthera tigris balica
El tigre de Bali o tigre balinés (Panthera tigris balica) es una subespecie de tigre extinta desde 1937. Esta subespecie, endémica de la isla indonesia de Bali, era la más pequeña de todas, rondando el tamaño de un jaguar.

## Características
Los machos rondaban los 90-100 kg lo que alcanza la subespecie más grande, el tigre de Amur, y medían entre 2,20 y 2,31 m de largo; las hembras eran aún más pequeñas, con un peso de 65 - 80 kg y una longitud de entre 1,9 y 2,11 m. Por su aspecto recordaba fuertemente al también extinto tigre de Java, del que se diferenciaba por su menor tamaño y color más oscuro. Éste era un naranja fuerte en costados, dorso y cola, surcado por finas rayas negras, bifurcadas y apretadas, en menor número que en otras subespecies. También se daban manchas negras ocasionales entre las rayas. El vientre y parte de la cara eran blancos; esta última aparecía surcada por rayas características de esta subespecie. El pelaje era corto y denso en todo el cuerpo. La estructura del cráneo del tigre de Bali presenta importantes diferencias en el hueso nasal y los dientes, que lo diferencian claramente de los cráneos de otros tigres, vivos o extintos. 

## Extinción
Dada la escasa extensión de Bali, esta isla no podía sostener una alta población de tigres, que necesitan amplios territorios de caza, por lo que la subespecie nativa nunca fue abundante. Con la llegada del siglo XX la población humana aumentó y se aclararon cada vez más zonas de bosque tropical para destinarlas al cultivo; también se persiguió duramente a los tigres por el miedo que inspiraban. Tras la Primera Guerra Mundial, varios cazadores occidentales llegaron a la parte oeste de la isla (única zona donde habitaba para entonces) y abatieron animales por deporte. El 27 de septiembre de 1937 se cazó el último ejemplar, una hembra, en esta zona. Durante la década de 1940 y en menor medida hasta 1972 se produjeron varios avistamientos no confirmados, pero en fechas posteriores la extinción ya se puede considerar totalmente segura. Hoy en día, los escasos restos del bosque original que quedan en Bali son demasiado pequeños para mantener a un gran felino viviendo en ellos. No obstante, se han documentado en las últimas décadas animales muertos por algún tipo de carnívoro salvaje en la isla que no ha podido ser identificado. 

## Posición taxonómica

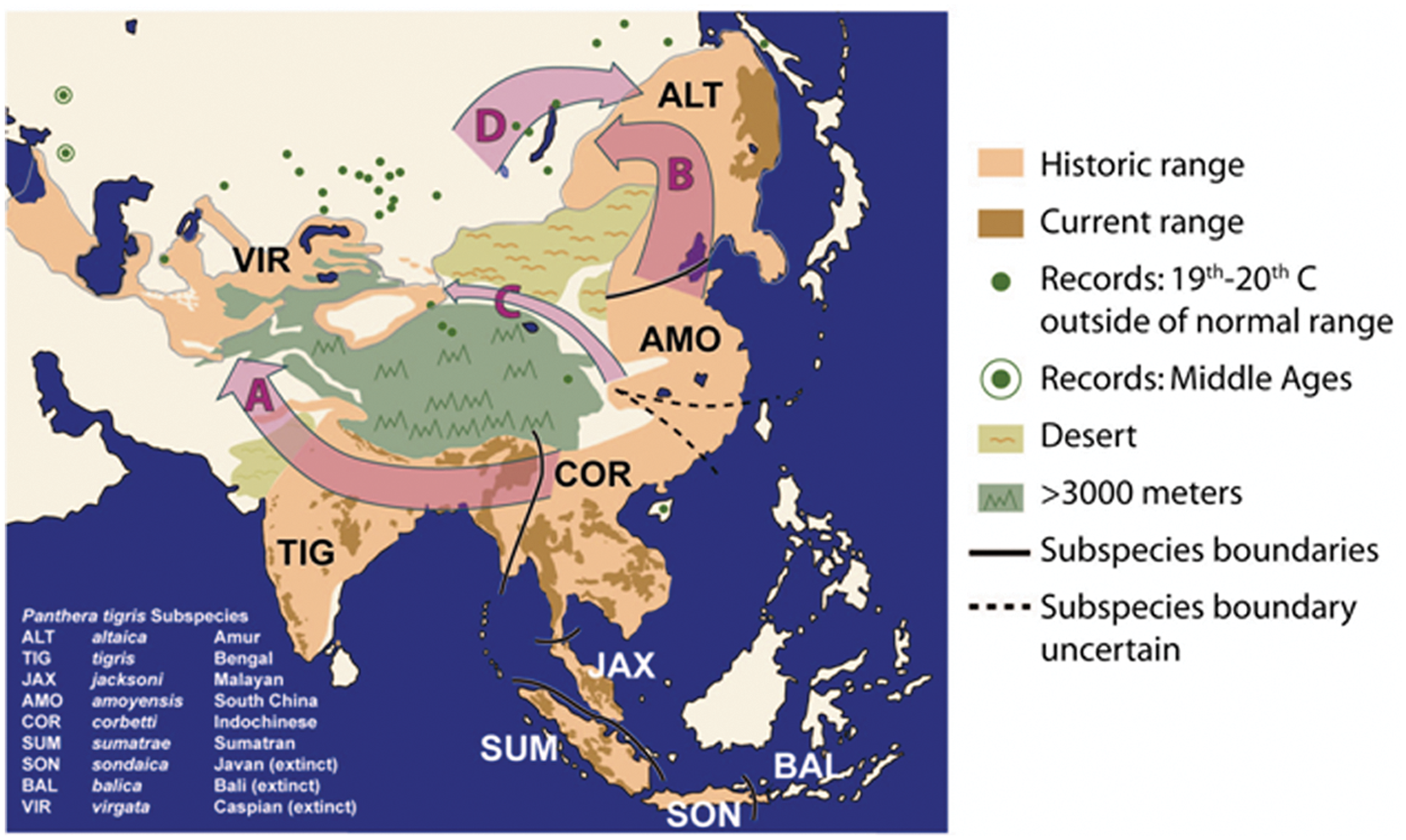

En ocasiones se ha dudado de la autenticidad de esta subespecie, cuestionándose que se originara al quedar separada de la población javanesa por la subida del nivel del mar tras la última glaciación. Los tigres son buenos nadadores, y en ocasiones se les ha observado vadeando pequeños brazos de mar. Si los tigres podían cruzar los apenas 2,4 km que separan Bali de Java, las dos subespecies se habrían mantenido en contacto, e incluso podría ser que la población de Bali se hubiese originado por medio de una migración de este tipo y adquirido una serie de diferencias superficiales posteriores debido a las mayores condiciones de insularidad del territorio. Por ahora, la falta de material de ambas, ya desaparecidas, impide investigar este asunto. En 2017 un equipo de investigadores pertenecientes a la UICN publicaron una nueva clasificación taxonómica de la familia felidae en la que solo reconocían a dos subespecies de tigres a saber: El tigre de Asia continental (Panthera tigris tigris) el cual agrupa al tigre de bengala, siberiano, de indochina, sur de China, malayo así como los extintos tigres del Caspio y los tigres de la sonda (Panthera tigris sondaica) que agrupa al tigre de Sumatra así como a los ya desaparecidos tigres de Java y Bali, esta evaluación se basa en una extensa revisión de publicaciones recientes sobre la morfología del tigre y su filogeografía.